# Tonino Guerra
Tonino Guerra (Santarcangelo di Romagna, 16 de Março de 1920 - Santarcangelo di Romagna, 21 de Março de 2012) foi um poeta, escritor e roteirista italiano que tem colaborado com alguns dos mais importantes realizadores do mundo.

## Biografia
Descendente de Cesare Zavattini um argumentista que definiu o estilo e amoral do neo-realismo italiano, Guerra diverge contudo do seu mentor: enquanto Zavattini conduzia os realizadores com quem colaborava para a sua especulação social e moral, Guerra vai ter com os realizadores e ajuda-os a ultrapassar o seu próprio conceito. Professor primário, durante a Segunda Guerra Mundial esteve preso num campo de concentração.
Tonino Guerra tem trabalhado com realizadores de diferentes identidades estéticas, sociais, políticas e cinemáticas. Entre esses há a referir Michelangelo Antonioni com  L'avventura, La notte, L'eclisse, The Red Desert, Blowup, Zabriskie Point e  Identification of a Woman; Federico Fellini com Amarcord; Theo Angelopoulos com Landscapes in the Mist, Eternity and a Day e The Weeping Meadow; Andrei Tarkovsky with Nostalghia e Francesco Rosi com as políticas militantes em Cristo si è fermato a Eboli, The Mattei Affair, Lucky Luciano e Exquisite Corpses.

## Obras destacadas
O poeta e narrador Guerra publicou diversas obras:

### Em romagnolo
O romagnolo é um (dialeto italiano falado na região da Romanha, na Itália e São Marinho).
- I scarabócc, Faenza,  1946; com prefácio de, escrito entre 1944 e 1945 num campo de concentração.
- La s-ciuptèda, Faenza, 1950
- Lunario, Faenza, 1954
- I bu (raccolta), Milão, 1972

### Em italiano
- La storia di Fortunato (1952)
- Dopo i leoni  (1956)
- L'equilibrio (1967)
- L'uomo parallelo  (1969)
- I cento uccelli (1974)
- Il polverone  (1978)
- Il miele (1981)
- L'aquilone. Una favola senza tempo (com Michelangelo Antonioni) (1982)
- La capanna (1985)
- Il viaggio (1986)
- Il libro delle chiese abbandonate , um livro de contos (1988), traduzido em Portugal (1ª ed. 1997) com o título "O livro das igrejas abandonadas", tradução de José  Colaço Barreiros e introdução do conhecido jornalista Vicente Jorge Silva.
- L'orto d'Eliseo (1989)

## Filmografia
Como argumentista participou nos seguinte filmes:
- L'avventura (1960), realização de  Michelangelo Antonioni
- La notte (1961), realização de  Michelangelo Antonioni
- L'eclisse (1962), realização de  de Michelangelo Antonioni
- Deserto rosso (1964), realização de Michelangelo Antonioni
- Matrimonio all'italiana (1964), realização de Vittorio De Sica
- Casanova '70 (1965), realização de  Mario Monicelli
- La decima vittima (1965), realização de Elio Petri
- Blow Up (1966), realização de Michelangelo Antonioni
- I girasoli (1970), realização de Vittorio De Sica
- Zabriskie Point (1970), realização de Michelangelo Antonioni
- Amarcord (1973), realização de Federico Fellini
- Caro Michele (1976 ), realização de Mario Monicelli
- Nostalghia (1983), realização de Andrej Tarkovskij
- E la nave va (1983), realização de Fellini
- Kaos (1984), realização de Paolo e Vittorio Taviani
- Ginger e Fred (1986), realização de Federico Fellini
- O melissokomos (1986), realização de Theodoros Angelopoulos
- Il male oscuro (1989 ), realização de Mario Monicelli

## Prémios
- David di Donatello para o melhor argumento:
  - 1981: Tre fratelli de Francesco Rosi
  - 1984: E la nave va de Federico Fellini
  - 1985: Kaos de fratelli Taviani
- Prémio Nonino
- Prémio Pasolini